# Municipalità di Gali
Il distretto di Gali o municipalità di Gali è una municipalità della Georgia, de facto appartenente all'Abcasia. Il suo capoluogo è Gali.